# Neil Shicoff
Neil Shicoff (New York, 2 giugno 1949) è un tenore statunitense.

## Biografia
Neil Shicoff è nato a Brooklyn, New York. Ha studiato alla Juilliard School of Music insieme con il padre, il cantante Sidney Shicoff. Dopo aver interpretato vari ruoli (tra i quali quello di Don José nella Carmen di Georges Bizet) in piccoli teatri, fa il suo vero debutto sulle scene nel ruolo dell'eroe verdiano Ernani nell'omonima opera, diretto da James Levine a Cincinnati nel 1975.
Il debutto al Metropolitan avverrà nell'ottobre dell'anno dopo come Rinuccio nel Gianni Schicchi con Cornell MacNeil e Fedora Barbieri, sempre diretto da Levine. Da questo momento comincerà una lunga collaborazione (208 recite fino al 2006) con il MET nei ruoli tenorili più celebri: dal Duca di Mantova nel Rigoletto a Werther. Nel 1984 la morte della madre lo porterà a un periodo di depressione, che causerà una temporanea interruzione della sua carriera. 
Nel 1991 intraprende un lungo viaggio per fuggire alle procedure diplomatiche causate dal divorzio dal soprano lirico Judith Haddon, che aveva sposato nel 1978.   
Durante l'"esilio" si esibirà nei più importanti teatri europei (come la Scala o il Covent Garden). Nel 1997, dopo aver raggiunto con la Haddon un accordo di divorzio, si sposa con il soprano Alba Kotoski. Nel corso della sua carriera è stato insignito di numerosi riconoscimenti, tra i quali si conta il prestigioso premio russo Maschera d'oro come "Best Performer Opera Male" (Aprile 2011).

## Repertorio
- Georges Bizet
  - Carmen (Don José)
- Benjamin Britten
  - Peter Grimes (Peter Grimes)
- Francesco Cilea
  - Adriana Lecouvreur (Maurizio)
- Manuel de Falla
  - La vida breve (Paco)
- Gaetano Donizetti
  - L'elisir d'amore (Nemorino)
  - Lucia di Lammermoor (Edgardo)
  - Poliuto (Poliuto)
- Umberto Giordano
  - Andrea Chenier (Andrea Chenier)
- Charles Gounod
  - Faust (Faust)
  - Romeo e Giulietta (Romeo)
- Fromental Halévy
  - La Juive (Eléazar)
- Ruggero Leoncavallo
  - Pagliacci (Canio)
- Jules Massenet
  - Manon (Des Grieux)
  - Werther (Werther)
- Wolfgang Amadeus Mozart
  - Don Giovanni (Don Ottavio)
- Jacques Offenbach
  - I racconti di Hoffmann (Hoffmann)
- Giacomo Puccini
  - La bohème (Rodolfo)
  - Gianni Schicchi (Rinuccio)
  - Madama Butterfly (Pinkerton)
  - Il Tabarro	(Luigi)
  - Tosca (Cavaradossi)
  - Turandot (Calaf)
- Nino Rota
  - Napoli milionaria (Errico “Settebellizze”)
- Johann Strauss (figlio)
  - Die Fledermaus (Alfred)
- Richard Strauss
  - Der Rosenkavalier (Sänger)
  - Salomè (Narraboth)
- Pëtr Il'ič Čajkovskij
  - Eugenio Oneghin (Lenski)
- Giuseppe Verdi
  - Aida (Radames)
  - Aroldo (Aroldo)
  - Attila (Foresto)
  - Un ballo in maschera (Riccardo)
  - Don Carlo (Don Carlo)
  - Ernani (Ernani)
  - Luisa Miller (Rodolfo)
  - Macbeth (Macduff)
  - Messa da requiem (Tenore)
  - Rigoletto (Duca)
  - La traviata (Alfredo)
  - Il trovatore (Manrico)

## Discografia parziale
| Compositore        | Opera                 | Cast                                                     | Direttore         | Orchestra                                |
| ------------------ | --------------------- | -------------------------------------------------------- | ----------------- | ---------------------------------------- |
| G. Bizet           | Carmen                | J. Norman, S. Estes, M. Freni                            | S. Ozawa          | National de France                       |
| B. Britten         | Billy Budd            | B.Skovhus, E. Halfvarson                                 | D. Runnicles      | Orchester der Wiener Staatsoper          |
| G. Donizetti       | Lucia di Lammermoor   | E. Gruberova, A. Agache                                  | R. Bonynge        | London Symphony Orchestra                |
| J.F. Halevy        | La Juive              | S. Isokoski, Z. Todorovich, A. Miles                     | S. Young          | Orchester der Wiener Staatsoper          |
| J. Offenbach       | Les Contes d´Hoffmann | A. Murray, J. Norman, R. Plowright, L. Serra, J. van Dam | Syvain Cambreling | Teatre Royal de la Monnaie               |
| G. Puccini         | La Boheme             | D. Soviero, A. Monk                                      | M. Bernadi        |                                          |
| G. Puccini         | Il Tabarro            | M. Gulegina, C. Guelfi                                   | A. Pappano        | London Symphony Orchestra                |
| P. I. Tschaikovsky | Eugen Onegin          | N. Focile, D. Hvorostovsky, O. Borodina                  | S. Bychkov        | Orchestre de Paris                       |
| P. I. Tschaikovsky | Eugen Onegin          | M. Freni, T. Allen, P. Burchuladze                       | J. Levine         | Staatskapelle Dresden                    |
| G. Verdi           | Aroldo                | C. Varness, A. Michaels-Moore, R. Scandiuzzi             | F. Luisi          | Orchestra del Maggio Musicale Fiorentino |
| G. Verd            | Attila                | S. Ramey, C. Studer, G. Zancanaro                        | R. Muti           | Teatro alla Scala                        |
| G. Verdi           | Macbeth               | R. Bruson, M. Zampieri                                   | G. Sinopoli       | Deutsche Oper Berlin                     |
| G. Verdi           | Rigoletto             | R. Bruson, E. Gruberova                                  | G. Sinopoli       | Accademia di Santa Cecilia (Roma)        |
| G. Verdi           | La Traviata           | E. Gruberova, G. Zancanaro                               | C. Rizzi          | Teatro la Fenice di Venezia              |

## DVD & BLU-RAY parziale
- Halevy, Juive - Sutej/Shicoff/Stoyanova/Ivan, 2003 Deutsche Grammophon

## Onorificenze
- Austrian Ehrenkreuz fuer Wissenschaft und Kunst 1 Klasse
- Goldene Ehrenzeichen fuer Verdienste um das Land Wien
- Kammersaenger and Ehrenmitglied of the Vienna State Opera
- Russia's 2011 Golden Mask Award for Best Male Performer in an Opera for LA JUIVE